# Doanh nghiệp vật lý

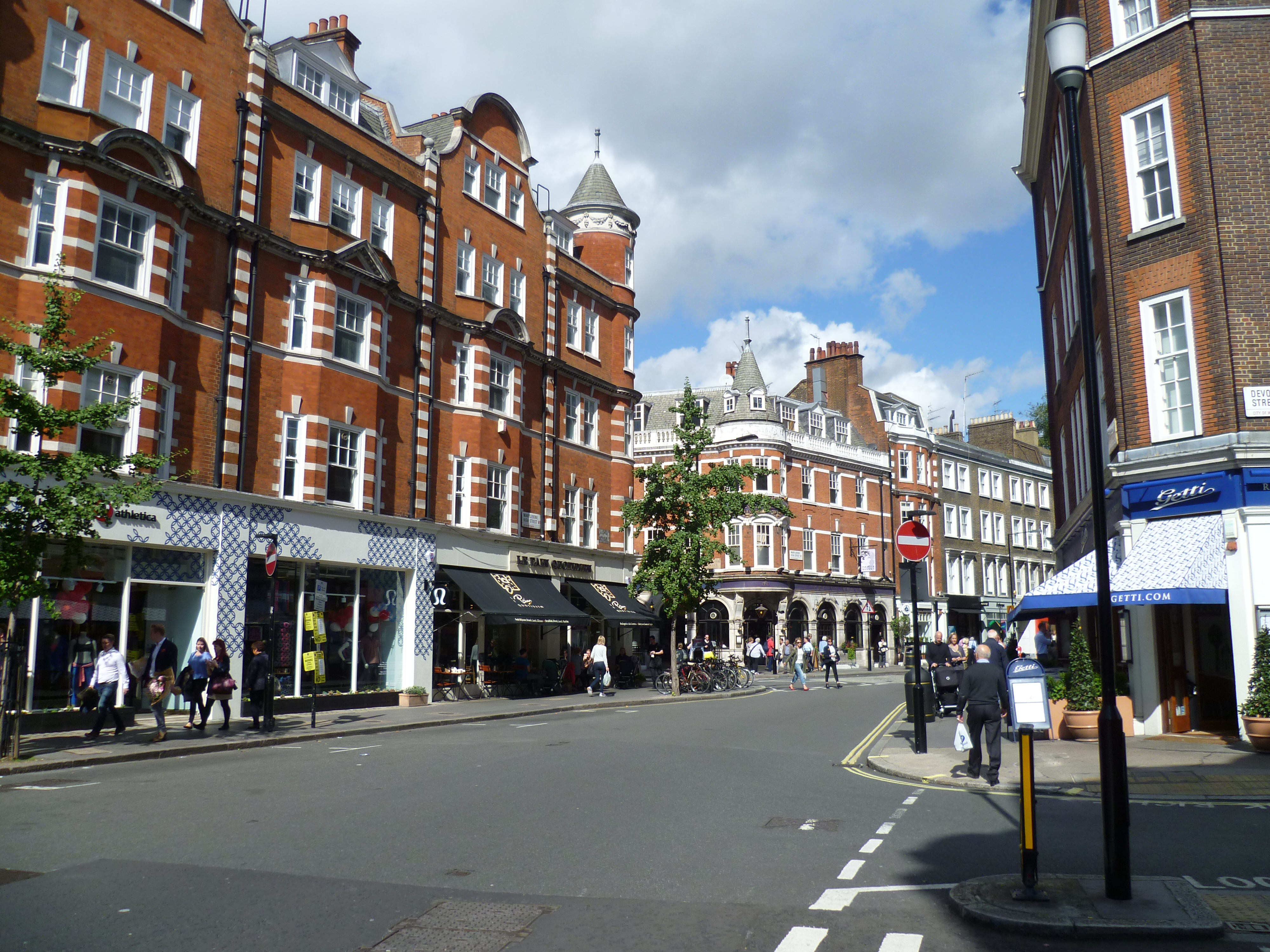
Cửa hàng bán lẻ ngoại tuyến trên đường Marylebone High Street, Luân Đôn

Doanh nghiệp vật lý (tiếng Anh: Brick and mortar) (hoặc B & M) đề cập đến sự hiện diện vật lý của một tổ chức hoặc doanh nghiệp trong một tòa nhà hoặc một cấu trúc vật lý khác. Thuật ngữ doanh nghiệp vật lý thường được sử dụng để chỉ một công ty sở hữu hoặc thuê các cửa hàng bán lẻ, cơ sở sản xuất nhà máy hoặc nhà kho để hoạt động. Cụ thể hơn, trong thuật ngữ của các doanh nghiệp thương mại điện tử trong những năm 2000, doanh nghiệp truyền thống là những công ty có hiện diện vật lý (ví dụ: cửa hàng bán lẻ trong một tòa nhà) và cung cấp trải nghiệm khách hàng trực tiếp.
Thuật ngữ này thường được sử dụng để tương phản với một doanh nghiệp tạm thời hoặc chỉ hiện diện trên Internet, chẳng hạn như các cửa hàng trực tuyến hoàn toàn không có sự hiện diện vật lý để người mua sắm ghé thăm, trò chuyện trực tiếp với nhân viên, chạm và cầm nắm sản phẩm và mua từ công ty. Tuy nhiên, các doanh nghiệp trực tuyến như vậy thường có các cơ sở vật chất tư nhân để họ vận hành hoạt động kinh doanh (ví dụ: trụ sở công ty và các cơ sở văn phòng) và/hoặc kho lưu trữ và phân phối sản phẩm. Mối quan tâm như lưu lượng truy cập, khả năng hiển thị cửa hàng và thiết kế nội thất hấp dẫn áp dụng cho các doanh nghiệp truyền thống thay vì các doanh nghiệp trực tuyến. Doanh nghiệp chỉ trực tuyến cần có trang web hấp dẫn, được thiết kế tốt, hệ thống thương mại điện tử đáng tin cậy để thanh toán, dịch vụ giao hàng hoặc giao hàng tốt và chiến thuật tiếp thị trực tuyến hiệu quả để thúc đẩy lưu lượng truy cập đến trang web. Chính phủ cũng đang áp dụng phương pháp tiếp cận chính phủ điện tử, đó là việc sử dụng các dịch vụ trực tuyến cho công dân để cho phép họ điền vào biểu mẫu của chính phủ, thanh toán hóa đơn thuế và đăng ký chương trình của chính phủ trực tuyến; các dịch vụ này nhằm cắt giảm chi phí gạch và vữa (xây dựng chi phí thuê / mua và nhân viên) và cải thiện dịch vụ cho công dân (bằng cách cung cấp dịch vụ thông tin và dịch vụ 24/7).

## Từ nguyên
Tên gọi này là một hoán dụ có nguồn gốc từ các vật liệu xây dựng truyền thống kết hợp với các tòa nhà vật lý: gạch và vữa. Thuật ngữ này ban đầu được sử dụng bởi tiểu thuyết gia người Anh thế kỷ XIX Charles Dickens trong cuốn sách Little Dorrit. Các doanh nghiệp vật lý cũng là một từ viết tắt, trong đó hầu hết các cửa hàng đã có một sự hiện diện vật lý trước sự ra đời của Internet. Thuật ngữ này cũng được áp dụng trong một kỷ nguyên trước Internet, khi đối chiếu các doanh nghiệp với sự hiện diện bán lẻ vật lý với những người hoạt động nghiêm túc trong khả năng đặt hàng trước bằng thư điện tử trước Internet.

## Lịch sử

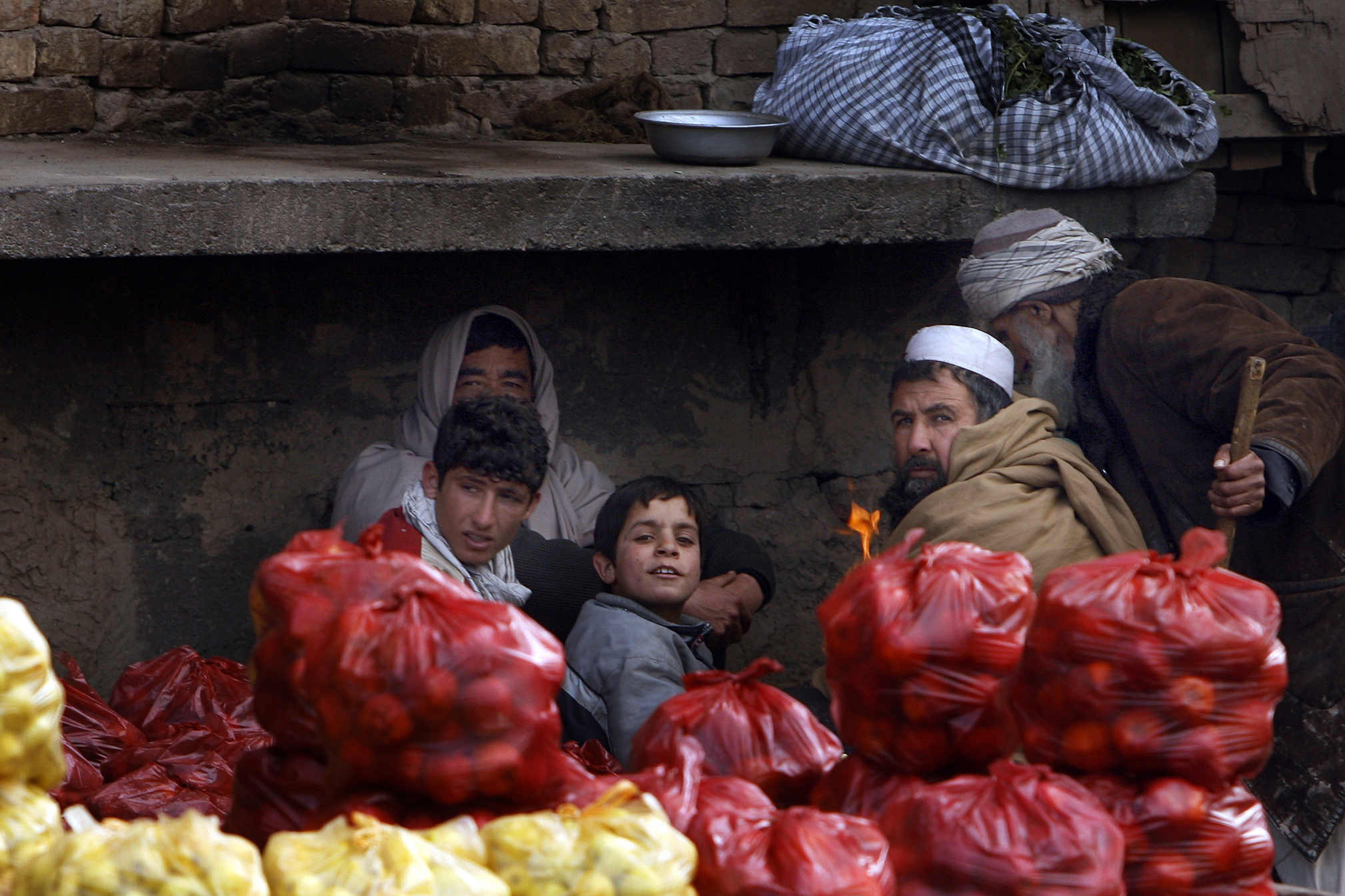
Một loại trái cây ở chợ làng Afghanistan.

Lịch sử của các doanh nghiệp vật lý không thể xác định ngày chính xác, nhưng nó tồn tại trong các gian hàng sớm nhất ở các thị trấn đầu tiên, nơi các thương nhân mang sản phẩm nông nghiệp, chậu đất sét và quần áo thủ công để bán ở chợ làng. Các doanh nghiệp vật lý vẫn còn quan trọng trong những năm 2010, mặc dù nhiều cửa hàng và dịch vụ, từ các cửa hàng điện tử tiêu dùng đến các cửa hàng quần áo và thậm chí các cửa hàng tạp hóa đã bắt đầu cung cấp mua sắm trực tuyến. Sự hiện diện vật lý này, hoặc là một cửa hàng bán lẻ, một vị trí dịch vụ khách hàng với nhân viên, nơi khách hàng có thể trực tiếp đặt câu hỏi về sản phẩm hoặc dịch vụ hoặc trung tâm dịch vụ hoặc cơ sở sửa chữa nơi khách hàng có thể mang sản phẩm của họ. vai trò trong việc cung cấp hàng hóa và dịch vụ cho người tiêu dùng trong suốt lịch sử.
Tất cả các nhà bán lẻ lớn trong thế kỷ XIX và đầu đến giữa thế kỷ XX bắt đầu với sự hiện diện vật lý nhỏ hơn, tăng lên khi các doanh nghiệp phát triển. Một ví dụ điển hình về điều này là McDonald’s, một công ty bắt đầu với một nhà hàng nhỏ và hiện có gần 35.000 nhà hàng ở hơn 110 quốc gia và có kế hoạch phát triển hơn nữa; điều này cho thấy tầm quan trọng của việc có hiện diện vật lý. Đối với nhiều doanh nghiệp nhỏ, mô hình kinh doanh của họ chủ yếu giới hạn ở mô hình vật lý, chẳng hạn như nhà hàng ăn tối hoặc dịch vụ giặt. Tuy nhiên, ngay cả các doanh nghiệp dựa trên dịch vụ cũng có thể sử dụng trang web và "ứng dụng" để tiếp cận khách hàng mới hoặc cải thiện dịch vụ của họ. Ví dụ, một dịch vụ giặt khô có thể sử dụng một trang web để cho khách hàng biết về giờ và địa điểm của các cửa hàng vật lý của họ.

## Sự suy thoái
Netflix, một trang web phát trực tuyến phim được thành lập vào năm 1997, là một ví dụ về cách một doanh nghiệp trực tuyến đã ảnh hưởng đến một doanh nghiệp vật lý như các cửa hàng cho thuê băng đĩa hình. Sau khi Netflix và các công ty tương tự trở thành phổ biến, các cửa hàng cho thuê đĩa DVD truyền thống như Blockbuster LLC đã ngừng kinh doanh. Khách hàng yêu thích có thể xem phim và chương trình truyền hình ngay lập tức bằng cách sử dụng "phát trực tuyến" mà không phải đến cửa hàng cho thuê để thuê đĩa DVD, sau đó quay lại cửa hàng để trả lại DVD. "Sự phát triển nhanh chóng của phát trực tuyến phim được cung cấp bởi những công ty như Lovefilm và Netflix đã làm cho video của Blockbuster và mô hình kinh doanh DVD [cho thuê] thực tế đã lỗi thời.'
Đã có sự gia tăng trong các nhà bán lẻ trực tuyến trong những năm 2000, khi mọi người đang sử dụng thương mại điện tử (bán hàng trực tuyến) để đáp ứng nhu cầu cơ bản khác nhau, từ mua sắm tạp hóa đến mua sách. Doanh thu thông qua các thiết bị di động như máy tính bảng và điện thoại thông minh cũng tăng trong những năm 2000: "Trong khi tổng doanh thu trực tuyến tăng 18% so với cùng kỳ năm ngoái lên £ 11,1 tỷ, theo số liệu mới nhất từ tháng 1 năm 2014 -công ty IMRG và công ty tư vấn Capgemini, doanh số bán hàng thông qua thiết bị di động tăng gấp đôi lên £ 3 tỷ.'
Sự gia tăng trong các hộ gia đình mà cả hai người lớn làm việc bên ngoài nhà, kết hợp với sự tiện lợi của mua sắm và mua sản phẩm và dịch vụ trực tuyến, đã giảm số lượng khách hàng đến các cửa hàng bán lẻ, vì người tiêu dùng có thể truy cập thông tin tương tự về sản phẩm và dịch vụ mà không phải trả tiền cho khí đốt, bãi đậu xe và các chi phí khác, do đó tiết kiệm thời gian và tiền bạc. "Người tiêu dùng ngày nay dẫn đến cuộc sống bận rộn và mua sắm [ngoại tuyến] mất thời gian. Thường thì đó là một nhiệm vụ khó khăn. Người tiêu dùng tìm kiếm nghiên cứu và mua sắm trên Web thuận tiện hơn nhiều so với đi đến cửa hàng vật lý truyền thống." Một ví dụ khác là việc giới thiệu ngân hàng trực tuyến, đã ảnh hưởng đến chi nhánh ngân hàng trên High Street: "Barclays sẽ đóng cửa ít nhất 50 chi nhánh [vật lý] trong năm nay." Các doanh nghiệp vật lý không chỉ giới hạn về mặt vật chất, mà còn có thể có sự hiện diện trực tuyến như Tesco, người cung cấp dịch vụ tạp hóa trực tuyến cũng như sự hiện diện bán lẻ trong các cửa hàng vật lý.

## Lợi ích
Sự hiện diện của các cơ sở vật lý có thể mang lại nhiều lợi ích cho doanh nghiệp;
- Dịch vụ khách hàng: dịch vụ khách hàng trực tiếp có thể là một đóng góp lớn vào việc tăng doanh số bán hàng của một doanh nghiệp và cải thiện sự hài lòng của khách hàng. Khi khách hàng có thể đưa sản phẩm trở lại cửa hàng để đặt câu hỏi cho nhân viên hoặc giúp họ học cách sử dụng nó, nó có thể làm cho khách hàng cảm thấy hài lòng hơn khi mua hàng. Nghiên cứu đã chỉ ra rằng 86% khách hàng sẽ trả nhiều tiền hơn cho một sản phẩm nếu họ đã nhận được dịch vụ khách hàng tuyệt vời.[9]
- Tương tác trực tiếp: Nhiều người tiêu dùng muốn có thể chạm vào sản phẩm và trải nghiệm cũng như thử nghiệm chúng trước khi mua. Điều này thường được quy cho Baby Boomers, khách hàng thế hệ X cũ và người cao tuổi được sử dụng theo cách tiếp cận truyền thống hơn khi nói đến mua sắm và muốn trình diễn sản phẩm hoặc dịch vụ, đặc biệt khi mua công nghệ mới.[10] Các nghiên cứu khác cho thấy, với mức giá bằng nhau, ưu đãi 90% cho trải nghiệm mua sắm trực tiếp, bao gồm cả thanh thiếu niên, những người kết hợp tương tác xã hội với mua sắm. Mặt khác, nhiều người tiêu dùng tham gia xem trưng bày: thử quần áo hoặc kiểm tra hàng hóa tại cửa hàng và sau đó mua hàng trực tuyến với giá rẻ hơn.[11]

## Hạn chế
Phương pháp tiếp cận vật lý cũng có những hạn chế khác nhau.

### Doanh nghiệp mới và chi phí cố định
Chi phí cố định là một thách thức lớn cho các doanh nghiệp B&M. Chi phí cố định là các khoản thanh toán mà doanh nghiệp phải thực hiện cho các yếu tố như tiền thuê cửa hàng và thanh toán hàng tháng cho các dịch vụ như báo thức bảo mật. Chi phí cố định giữ nguyên cho một doanh nghiệp ngay cả khi nó tăng cường hoạt động hoặc giảm hoạt động của nó trong một thời gian chậm. Ngược lại, chi phí biến đổi thay đổi khi một doanh nghiệp làm tăng hoạt động của nó lên hoặc xuống. Chi phí biến đổi bao gồmtiền lương (đối với nhân viên trả theo giờ) và điện cho máy móc vận hành do doanh nghiệp sử dụng trong giờ làm việc của nó. Nếu doanh nghiệp tăng số giờ hoạt động, tiền lương và tiền điện theo giờ sẽ tăng, nhưng chi phí báo động và tiền thuê nhà sẽ giữ nguyên (giả sử doanh nghiệp không thêm địa điểm). Các công ty khởi nghiệp và các doanh nghiệp nhỏ khác thường gặp khó khăn trong việc thanh toán tất cả các chi phí cố định là một phần trong sự mạo hiểm của họ. Nghiên cứu cho thấy 70% doanh nghiệp mới thành lập thất bại trong vòng 10 năm đầu.

### Không thuận tiện cho khách hàng với lối sống bận rộn
Mọi người có lối sống bận rộn hơn trong những năm 2010, với nhiều gia đình có cả hai người lớn làm việc, và do đó họ thấy khó khăn hơn để tìm thời gian để đi và mua sắm tại các cửa hàng và dịch vụ. Đồng thời, ở nhiều thành phố, ách tắc giao thông đã khiến cho việc đi lại ở các địa điểm thực tế trở nên căng thẳng và tốn thời gian hơn. Mua sắm trực tuyến và các dịch vụ trực tuyến, mà người tiêu dùng có thể truy cập từ máy tính xách tay hoặc điện thoại thông minh được kết nối Internet thuận tiện hơn. Với thiết bị di động, người tiêu dùng có thể yêu cầu mang thức ăn, quà tặng và dịch vụ ngay cả khi họ đang "di chuyển", chẳng hạn như bị kẹt ngồi trên xe buýt hoặc đang chờ ở phòng chờ sân bay để lên máy bay.

### Sản phẩm đắt tiền và sang trọng
B & M tăng chi phí cố định cho bất kỳ doanh nghiệp nào, do đó các sản phẩm được bán trong cửa hàng thực tế có xu hướng đắt hơn so với các cửa hàng trực tuyến. Đối với các cửa hàng bán các sản phẩm hoặc dịch vụ đắt tiền theo định dạng B&M, khách hàng mong đợi trưng bày cửa sổ đẹp, trang trí đẹp mắt và các nhân viên bán hàng được tổ chức và ăn mặc đẹp, kiếm được hoa hồng cao theo doanh số. Một số tiệm làm tóc cao cấp và cửa hàng xe hơi sang trọng thậm chí cung cấp các tiện ích như cà phê espresso và nước đóng chai miễn phí, tất cả đều được thêm vào tổng giá bán các sản phẩm và dịch vụ này. Cửa hàng trực tuyến, ngay cả những cửa hàng sang trọng, không phải trả tiền cho các cửa hàng bán lẻ cao cấp và nhân viên bán hàng. Tuy nhiên, các cửa hàng trực tuyến cao cấp thường có chi phí cao hơn cho sự hiện diện trực tuyến của họ, vì họ cần có các chức năng Web 2.0 tiên tiến trên trang web của họ, một trang web được thiết kế chuyên nghiệp và trong một số trường hợp, nhân viên sẵn sàng trả lời cuộc gọi điện thoại, e- thư và câu hỏi "trò chuyện" trực tuyến.

### Khả năng tồn kho rộng hơn trực tuyến
Sản phẩm có thể tồn kho trong các cửa hàng bán lẻ vật lý tương đối nhỏ và do không gian hạn chế trong các cửa hàng bán lẻ nhỏ, các cơ sở này chỉ có thể mang theo một số loại sản phẩm. Các cửa hàng trực tuyến có thể có số lượng hàng tồn kho khổng lồ trong nhiều kho hàng lớn (ví dụ: Amazon.com có kho tại nhiều địa điểm) có thể nhanh chóng xuất kho. Cửa hàng trực tuyến có thể đặt hàng các sản phẩm từ một số lượng lớn các kho phân tán theo địa lý, ngay cả các kho được sở hữu và điều hành bởi các bên thứ ba (ví dụ: các công ty nhỏ hơn) được kết nối với công ty lớn qua Internet.

### Hàng đợi
Hàng đợi (xếp hàng và phòng chờ) là một bộ phận khắng khít của các doanh nghiệp bán lẻ B & M, do hạn chế vật lý và số lượng nhân viên mà doanh nghiệp có thể thuê. Một cửa hàng thực tế chỉ có thể có một vài nhân viên bán hàng để phục vụ khách hàng, vì vậy nhiều khách hàng có thể phải đợi xếp hàng trong những giờ bận rộn nhất. Để giảm bớt căng thẳng chờ đợi, một số cửa hàng B&M cung cấp TV màn hình lớn với truyền hình cáp, cà phê và báo miễn phí; trong khi những thứ tinh tế này cải thiện trải nghiệm của khách hàng, nó cung được thêm vào chi phí vận hành một cơ sở B&M. Mặt khác, một cửa hàng ảo trực tuyến trong đó khách hàng chọn mua hàng của mình trong "giỏ hàng" ảo và thanh toán cho họ bằng cách sử dụng phương pháp thương mại điện tử có thể phục vụ hàng nghìn khách hàng cùng một lúc.

## Chính phủ điện tử
Bắt đầu từ những năm 1990 và đầu những năm 2000, nhiều chính phủ ở các nước công nghiệp đã bắt đầu cung cấp các dịch vụ chính phủ điện tử cho công dân. Các dịch vụ của chính phủ trực tuyến được cung cấp bởi một loạt các cơ quan và cơ quan chính phủ, từ các bộ phận giao thông (đăng ký xe trực tuyến), cảnh sát (thanh toán vé phạt tốc độ trực tuyến), dịch vụ thành phố (thanh toán vé đậu xe trực tuyến hoặc yêu cầu một ổ gà được lấp đầy) các dịch vụ xã hội (đăng ký phúc lợi xã hội hoặc bảo hiểm thất nghiệp) và các sở thuế (thanh toán hóa đơn thuế hoặc nộp tờ khai thuế trực tuyến). Nhiều chính phủ sử dụng dịch vụ điện tử để cung cấp thông tin trực tuyến cho công dân (ví dụ: hướng dẫn "trợ giúp", danh sách Câu hỏi thường gặp, sách hướng dẫn cho người nộp đơn chương trình chính phủ, v.v.), do đó tiết kiệm được nhu cầu cho các trung tâm cuộc gọi nơi công dân có thể gọi để đặt câu hỏi hoặc các địa điểm phục vụ thể chất nơi công dân có thể đến gặp trực tiếp để hỏi về các hình thức hoặc dịch vụ của chính phủ.
Các dịch vụ chính phủ trực tuyến này nhắm vào hai mục tiêu: giảm chi phí cho chính phủ và cải thiện dịch vụ khách hàng. Bằng cách cung cấp các dịch vụ và thông tin trực tuyến này, chính phủ tiết kiệm tiền, bởi vì họ không phải cung cấp nhiều trung tâm dịch vụ khách hàng vật lý mà công dân có thể đến và điền vào các biểu mẫu này và thanh toán hóa đơn của chính phủ. Các chính phủ cung cấp dịch vụ điện tử cũng có thể hoạt động với ít công chức hơn và do đó chi phí lương và phúc lợi ít hơn, vì công dân sử dụng dịch vụ trực tuyến thường thực hiện tất cả các nhiệm vụ quản trị (ví dụ: tải xuống biểu mẫu, điền vào biểu mẫu, tra cứu hướng dẫn một hướng dẫn "trợ giúp" trực tuyến, tự trả phí) bằng cách sử dụng máy tính ở nhà của họ. Dịch vụ chính phủ điện tử cũng cải thiện dịch vụ cho những công dân có quyền truy cập vào máy tính, Internet và phương thức thanh toán trực tuyến (ví dụ:thẻ tín dụng hoặc PayPal), vì những công dân này không bị giới hạn từ 9 giờ sáng đến 5 giờ chiều hoặc 8 giờ sáng-4 pm, giờ làm việc của hầu hết các văn phòng chính phủ vật lý, và công dân không phải chịu chi phí vận chuyển (ví dụ: vé xe buýt, ga, bãi đỗ xe, vv) liên quan đến việc đi đến một địa điểm vật lý. Tuy nhiên, các dịch vụ điện tử của chính phủ không giúp mọi công dân, do khoảng cách số; công dân nghèo đói, vô gia cư hoặc sống ở nông thôn hoặc vùng sâu vùng xa không được tiếp cận với Internet tốc độ cao. Những công dân này, cũng như những người không thoải mái với máy tính hoặc những người không hiểu cách sử dụng chúng, mà trong thực tế có nghĩa là người cao tuổi, không thể hưởng lợi từ các dịch vụ điện tử.